# Marco Barbon
Pour les articles homonymes, voir Barbon (homonymie).
Marco Barbon, né en 1972 à Rome, est un photographe, réalisateur et écrivain italien.

## Biographie

### Jeunesse et formation
Marco Barbon grandit à Rome. Il obtient un Doctorat en Esthétique en 2008, avec une thèse intitulée Chronotopies. Pour une esthétique du temps photographique, sous la direction de Danièle Cohn à l'EHESS,.

### Carrière artistique (2005-2024)
Depuis 2005 Marco Barbon développe une pratique artistique mêlant photographies, textes, vidéo et installations.
Asmara Dream (2006-2008) est un ensemble de 80 photographies couleur, réalisées avec un Polaroïd SLR 690 dans la ville d’Asmara, la capitale de l’Érythrée. La série se compose surtout de paysages urbains et de photographies d’architecture, mais aussi de détails d’intérieur et de quelques portraits. Asmara Dream donne lieu à un livre du même titre, paru pour la première fois en 2009 aux éditions Filigranes et réédité en 2016, par Maison CF.
En 2007, Marco Barbon réalise une série de photographies au polaroid, intitulée Cronotopie. Elle donne lieu, en 2010, à un livre aux Éditions Trans Photographic Press, avec un texte de Alain Jouffroy.
En 2010, Marco Barbon réalise, en utilisant un stock de polaroïds périmées, une série de photographies intitulée Casablanca. En février 2012, la journaliste Brigitte Ollier publie, dans « Libération », un article sur la série Casablanca. L’année suivante, une monographie aux éditions Filigranes réunit l’ensemble des photographies de ce travail, avec un texte de l’écrivaine marocaine Souâd Bahéchar. 

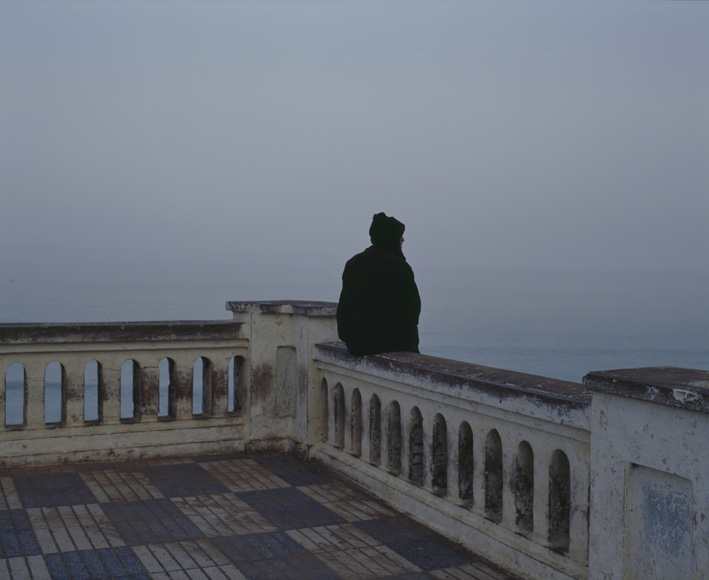
Marco Barbon, Larache, 2012, issue de la série El Bahr (2011-2014)

En 2011, il termine  Les pas perdus, une série de 31 photographies réalisées avec un smartphone dans les terrains vagues de l’ancienne zone internationale du port de Tanger,. La série Les pas perdus est exposée en 2015 à la galerie « Le Magasin de jouets » à Arles, et donne lieu à un livre du même titre paru aux éditions Poursuite en 2014.
La série El Bahr (2011-2014) est un ensemble de 20 tirages photographiques grand format qui donne lieu à un livre aux éditions Filigranes, avec des textes de Marco Barbon et du philosophe Denis de Casabianca. En 2017, ce travail est exposé au festival de photographie internationale « Jaipur Photo » en Inde.
Entre 2013 et 2017, Marco Barbon travaille à un ensemble de 45 photographies réalisé à Tanger, intitulé The Interzone. The interzone fait l’objet d’un livre aux éditions Maison CF, accompagné d’un texte
de l’écrivain et théoricien de l’art Jean-Christophe Bailly.
Entre 2019 et 2020, Marco Barbon réalise une série de photographies argentiques documentant, quelques jours avant leur destruction, les bâtiments de la maison d’arrêt historique des Baumettes à Marseille. Cette série est publiée dans le magazine M du Monde accompagnée d’un texte de Gilles Rof.

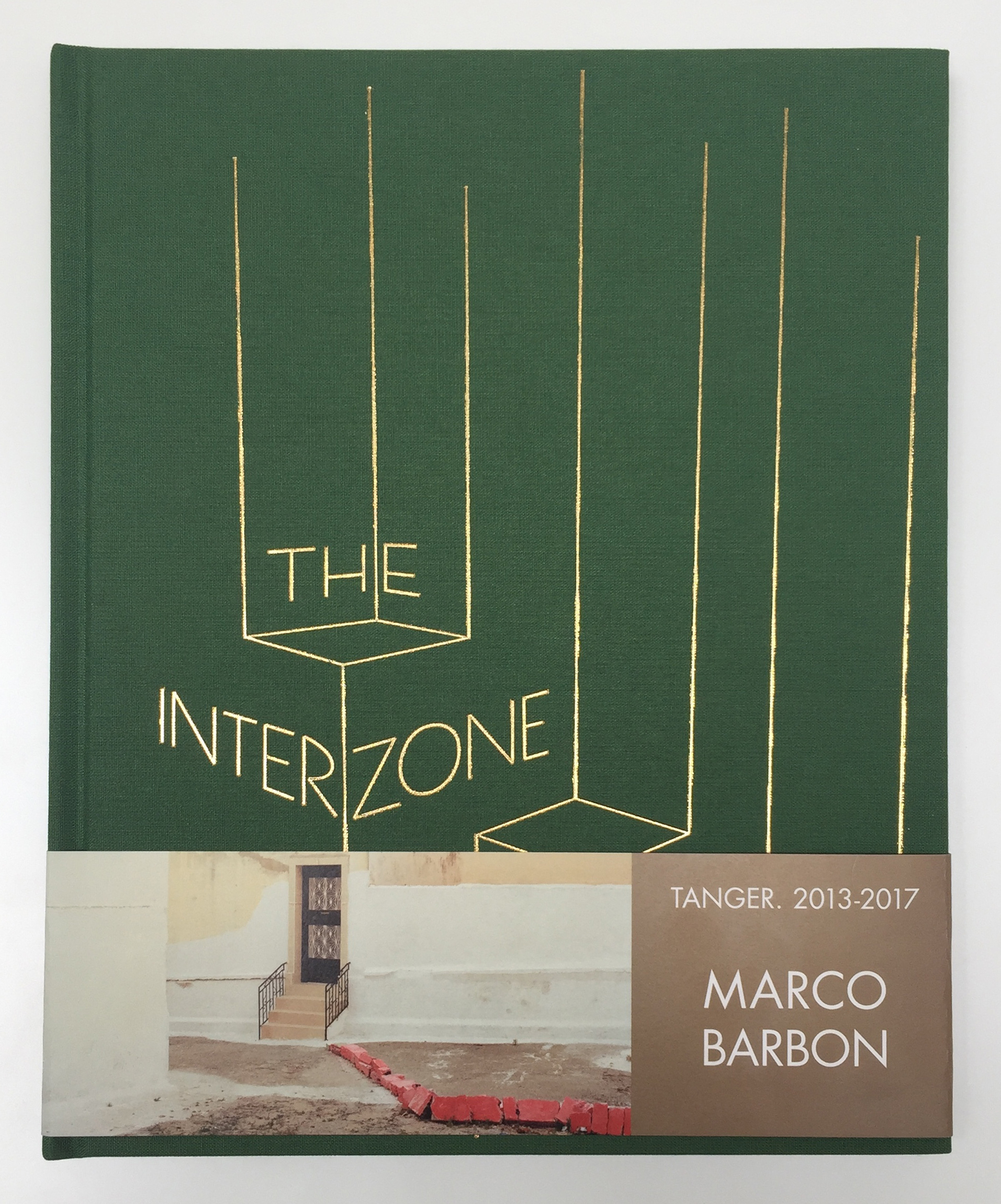
Couverture du livre The Interzone, éditions Maison CF, 2017.
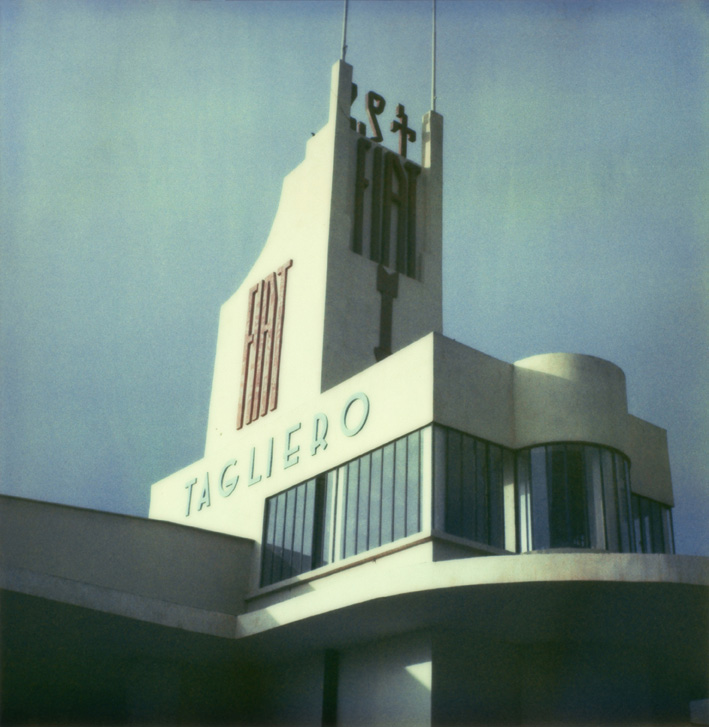
Marco Barbon, Station de service Fiat Tagliero, Asmara, 2007.
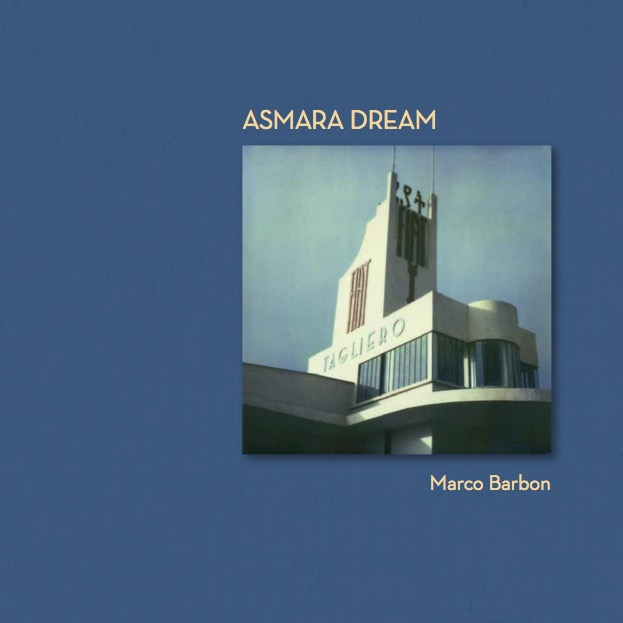
Couverture de la seconde édition du livre Asmara Dream aux éditions Maison CF, 2016.
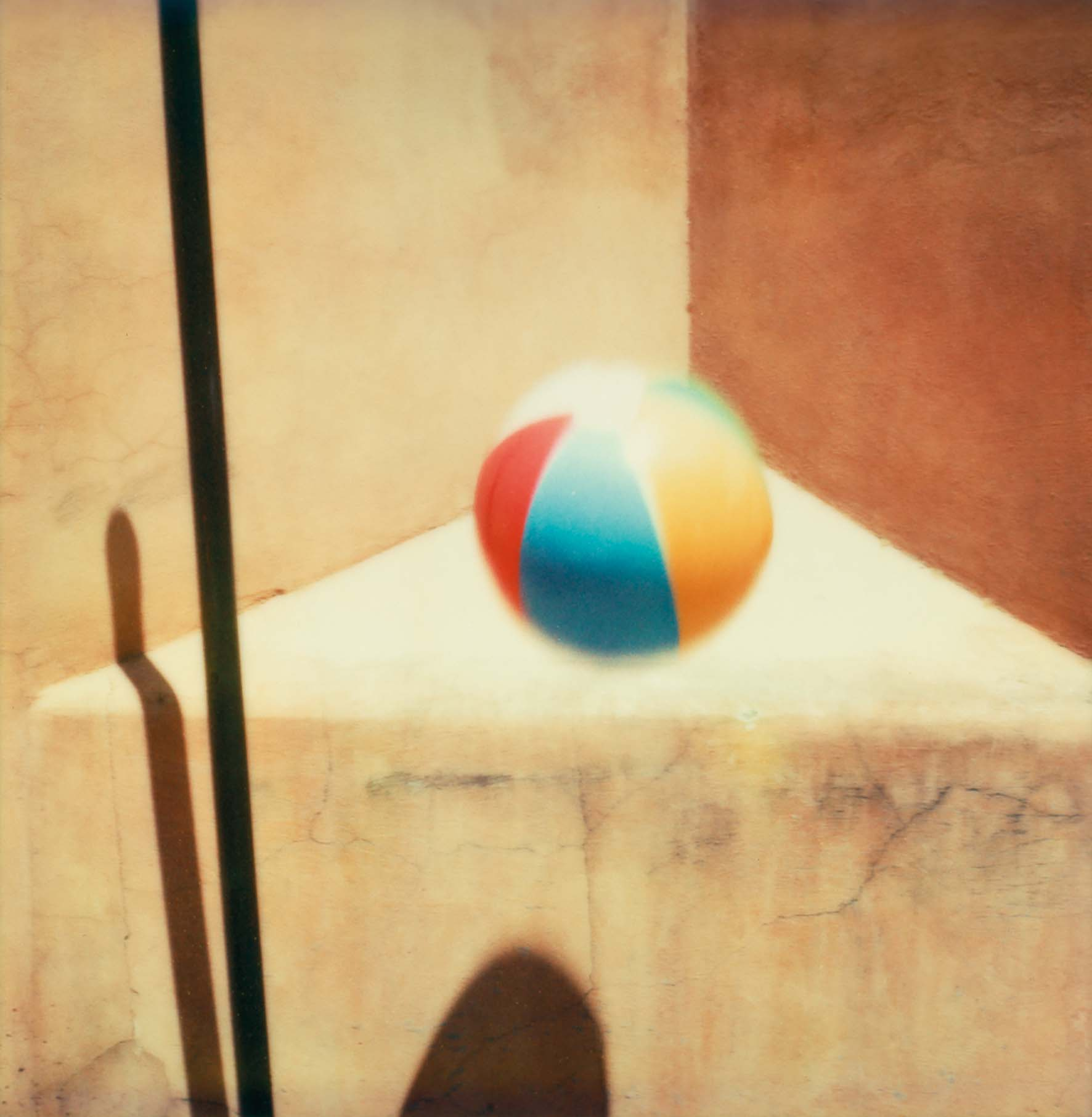
Marco Barbon, photographie issue de la série Cronotopie, 2007.
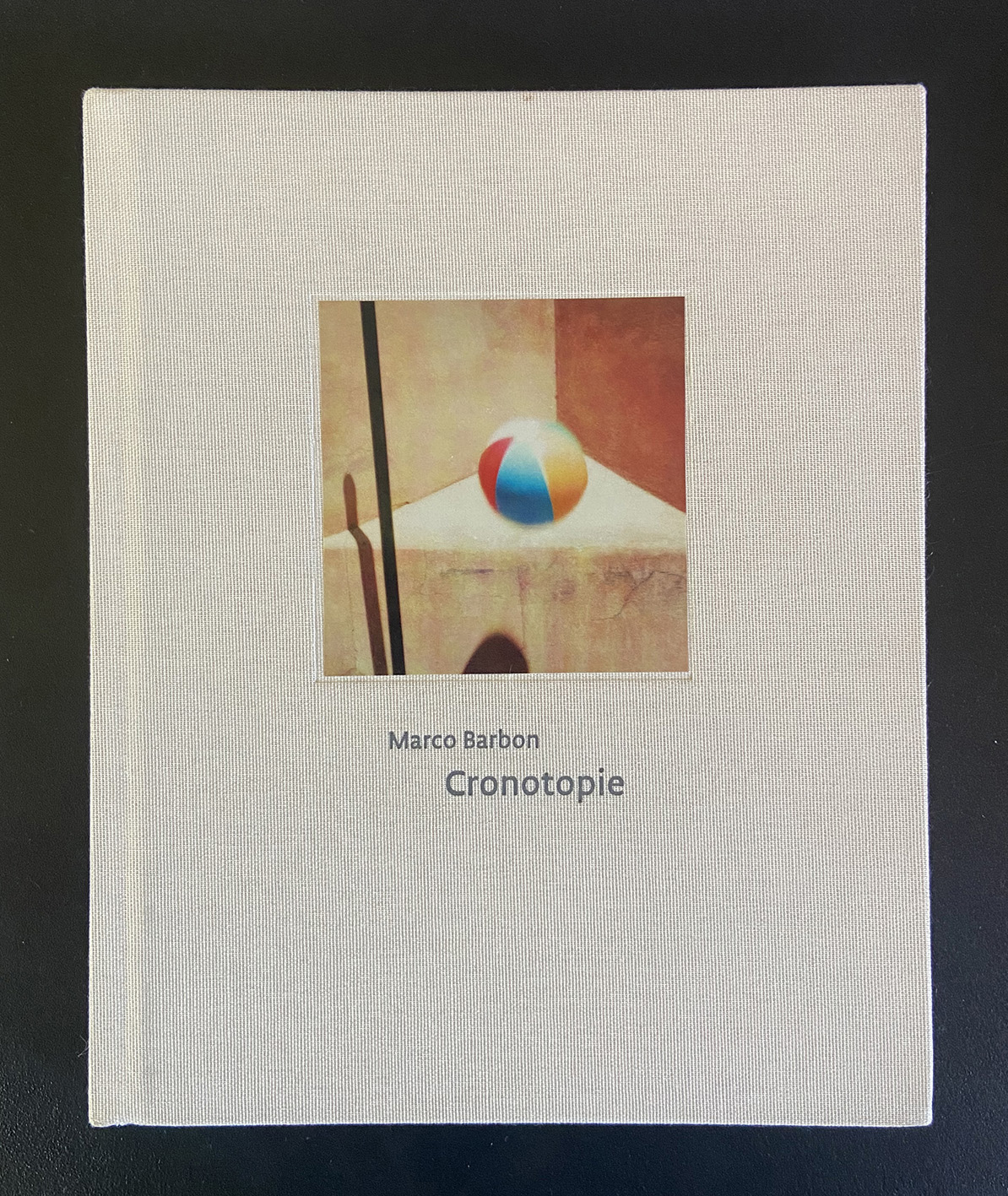
Couverture du livre Cronotopie, éditions Trans Photographic Press, 2010.
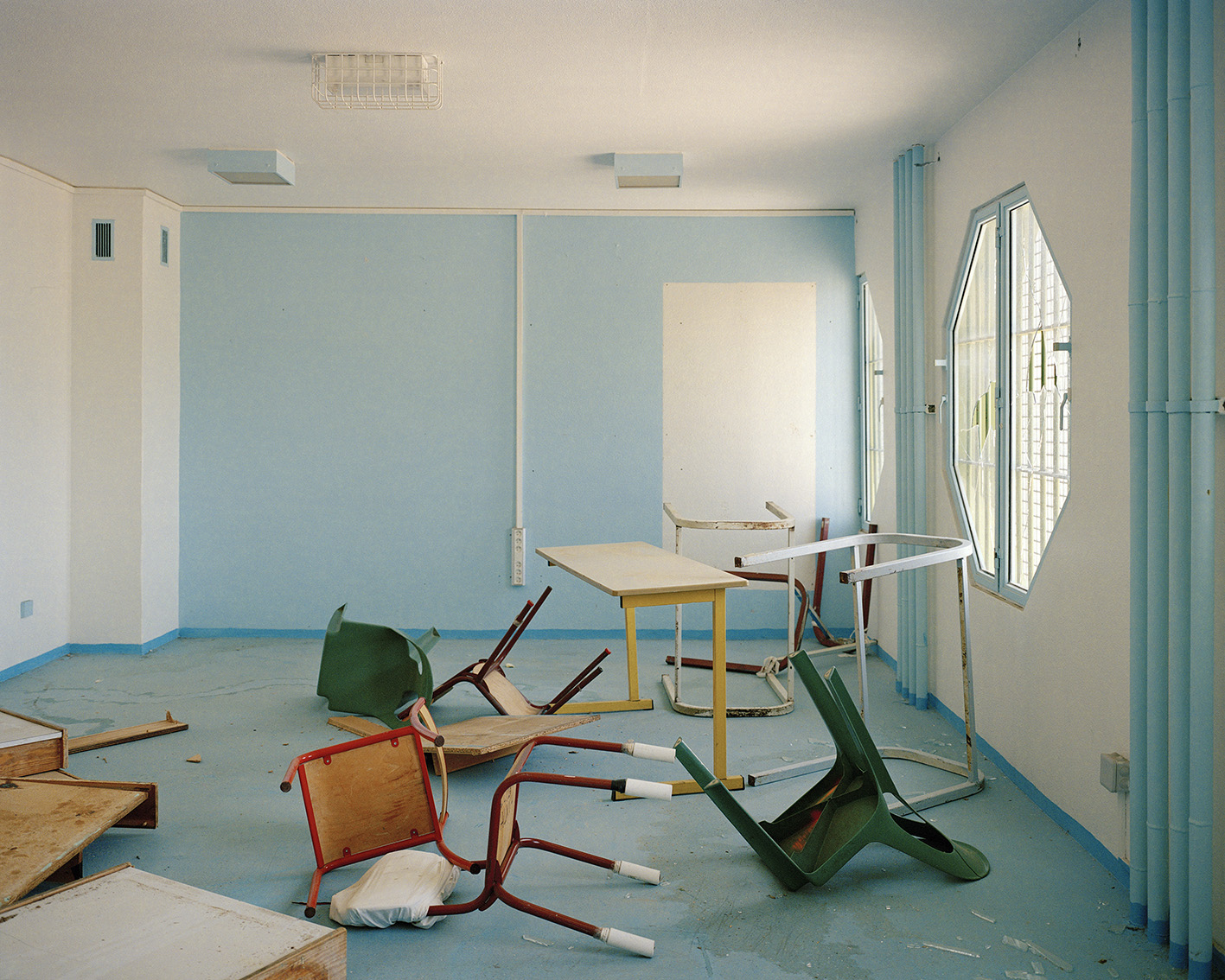
Marco Barbon, Salle de récréation du Bâtiment D, issue de la série Les Baumettes, 2020.

### Activité de direction artistique et autres projets
En 2012, Marco Barbon fonde à Marseille « Le Percolateur », une plateforme consacrée à la formation et à la diffusion de la création photographique dans les pays du bassin méditerranéen. Dans le cadre des activités de cette association, il conçoit, avec Yann Tostain, Des rives, un cycle de rencontres internationales autour de la photographie contemporaine. En 2018 et 2019, il assure la programmation et la direction artistique des deux premières éditions de ce cycle.

## Monographies
- The Interzone, Maison CF, 2017 (texte de Jean-Christophe Bailly),  (ISBN 979-10-96575-04-6)
- El Bahr, Filigranes, 2016 (texte de Denis de Casabianca),  (ISBN 978-2-35046-409-1)
- Asmara, Editions Be-Pôles (collection « Portraits de villes »), Paris, 2014 (texte de

Léonard Vincent)
- Les pas perdus, Editions Poursuite, Arles, 2014,  (ISBN 978-291896072-0)
- Casablanca, Filigranes / Postcart, Paris/ Rome, 2011 (texte de Souad Bahéchar),  (ISBN 978-2-35046-221-9)
- Cronotopie, Postcart/ Trans Photographic Press, Rome/ Paris, 2010 (texte d'Alain
Jouﬀroy),  (ISBN 978-2-9-131-76706)
- Asmara Dream, Postcart / Filigranes, Rome / Paris, 2009 (réédité en 2016 par Maison CF),  (ISBN 978-2-35046-387-2) et 978-2-9542266-8-2)

## Publications (revues)
- « Les fantômes de la prison des Baumettes », portfolio dans M - le magazine du Monde, texte de Gilles Rof, 26 mars

2022
- « Tanger, une fable photographique », L’intervalle (blog de Fabien Ribery), mars 2018
- « Marco Barbon : Tanger façon Cinecittà », Le Courrier de l’Atlas, janvier 2018
- « Quel che resta di Asmara », Io Donna, août 2016
- « On the edge », Source, automne 2014
- « Portfolio Maroc », Femme majuscule, mai-juin 2013
- « Casablanca pas si blanche », Libération, 5 février 2012, texte de Brigitte Ollier
- « Asmara », GQ, juin 2011
- « Marco Barbon. Le temps suspend son vol », Diptyk, Casablanca, avril / juin 2010
- « Nostalgies Asmarines », Libération / ÉTÉ - VOYAGES, Paris, 1er août 2009, texte de

Brigitte Ollier
- « Asmara », Pin-Up, New York, n°5, automne/hiver 2008 – 2009, texte de David

Rifkind
- « La vecchia Italia dimenticata nel Corno d’Africa », Il Venerdi di Repubblica, n°101,

Rome, 2007

## Entretiens à la radio
- « Marco Barbon : notre être-même renvoie au monde qui nous entoure » , Par les temps qui courent (Marie Richeux), France Culture, octobre 2017
- Entretien avec Philippe Guiguet-Boulogne / podcast Détroit, 15 juin 2023